# Парфёново (Мышкинский район)
Парфёново — деревня в Мышкинском районе Ярославской области России.
В рамках административно-территориального устройства относится к Мартыновскому сельскому округу Мышкинского района, в рамках организации местного самоуправления включается в Приволжское сельское поселение.

## География
Деревня находится в юго-западной части области, в зоне хвойно-широколиственных лесов, на левом берегу реки Топорки, к западу от автодороги 78К-0018, на расстоянии примерно 30 километров (по прямой) к юго-западу от города Мышкина, административного центра района. Абсолютная высота — 128 метров над уровнем моря.

### Климат
Климат характеризуется как умеренно континентальный, с относительно тёплым влажным летом и умеренно холодной зимой. Среднегодовая температура воздуха — +3,6 °C. Средняя температура воздуха самого холодного месяца (января) — −12 °C (абсолютный минимум — −46 °C); самого тёплого месяца (июля) — +17,9 °C (абсолютный максимум — +36 °C). Вегетационный период длится около 165—170 дней. Годовое количество атмосферных осадков составляет 500—600 мм, из которых большая часть выпадает в тёплый период. Снежный покров держится в среднем 155 дней. Среднегодовая скорость ветра — 3,6 м/с.

### Часовой пояс
Парфёново, как и вся Ярославская область, находится в часовой зоне МСК (московское время). Смещение применяемого времени относительно UTC составляет +3:00.

## Население
| 1859 | 2002 | 2007 | 2010 |
| ---- | ---- | ---- | ---- |
| 114  | ↘3   | →3   | →3   |

### Национальный состав
Согласно результатам переписи 2002 года, в национальной структуре населения русские составляли 100 % из 3 человек.